# Gertrude Baines
Gertrude Baines (Shellman, Geórgia, 6 de Abril de 1894 - Los Angeles, Califórnia, 11 de Setembro de 2009) foi uma supercentenária norte-americana, tendo sido a decana da humanidade de 2 de Janeiro a 11 de Setembro de 2009, após o falecimento da portuguesa Maria de Jesus. Apesar de sofrer de artrite e de já não ser capaz de andar nos últimos anos, Gertrude era bastante saudável e nunca teve uma doença grave em toda a sua vida. Gertrude era a única pessoa viva com nascimento comprovado em 1894. À data da morte, tinha 115 anos e 158 dias.

## Vida
A primeira memória de Gertrude Baines era uma viagem de automóvel ao Canadá. Ela casou muito nova com Sam Conly e teve uma filha, Annabelle, que morreu de tifo aos 18 anos. Gertrude foi independente até aos 105 anos de idade, quando foi internada num lar de idosos em Los Angeles.
Quando lhe perguntaram a razão da sua extrema longevidade ela respondeu: "Deus. Pergunte-Lhe... Eu tomei bem conta de mim, do modo que Ele quis que eu tomasse." "

## Morte
Gertrude Baines faleceu em Los Angeles a 11 de Setembro de 2009, aos 115 anos, possivelmente de um ataque cardíaco, segundo os médicos que a atenderam.